# Червона Поляна (Березинський район)
Червона Поляна (біл. вёска Красная Паляна) — село в складі Березинського району Мінської області, Білорусь. Село підпорядковане Поплавській сільській раді, розташоване в східній частині області.